# Antoine Achard
Pour les articles homonymes, voir Achard.
Antoine-Philippe-Adrien Achard (dit Adrien Achard ou Antoine Achard) est un homme politique français né le 12 décembre 1814 à Genève (République de Genève, parents français) et décédé le 26 juillet 1890 à Castelnau-de-Médoc (Gironde).

## Biographie
Il est avoué de Lesparre (Gironde) de 1840 à 1850. Maire de Lesparre de 1848 à 1851. Militant républicain, opposant à Napoléon III, il est proscrit après le coup d’État du 2 décembre 1851 et exilé en Espagne. 
De retour en France, il est élu, à 65 ans, député de Gironde, sur la première circonscription de Bordeaux, le 14 septembre 1879, au deuxième tour, après l'annulation par la Chambre de l'élection d'Auguste Blanqui.  Au renouvellement de la chambre en 1881, il retrouve aisément son siège de député de la Gironde. En revanche au premier tour des élections de 1885, il échoue sur la liste radicale de la Gironde, et se  désiste en faveur de la liste des républicains modérés. Sous l’influence des principaux journaux radicaux de Paris, il  s'inscrit aux élections complémentaires de la Seine  de décembre 1885 et est élu en même temps que de Douville-Maillefeu, Maillard, Brialou, Millerand et Labordère.  
Il est inscrit au groupe de la Gauche radicale, qu'il préside à plusieurs reprises. 
Il est l'un des pionniers du socialisme girondin.

## Hommage
Une rue et une cité porte le nom d'Achard depuis 1901 à Bordeaux-Bacalan.

## Sources
- « Antoine Achard », dans Adolphe Robert et Gaston Cougny, Dictionnaire des parlementaires français, Edgar Bourloton, 1889-1891 [détail de l’édition]
- Sylvie Guillaume, Dictionnaire des parlementaires d'Aquitaine sous la Troisième République, Presses Universitaires de Bordeaux, 1998, 624 p. (lire en ligne)